# Ratchford
Ratchford è una comunità non incorporata del comune statunitense di Milton, nella contea di Jackson in Ohio, .
L'ufficio postale di Ratchford è stato istituito il 15 marzo 1900 e fu chiuso il 15 marzo 1907. Il servizio di posta è ora gestito tramite la filiale di Wellston.